# Marie-Thérèse Kerschbaumer

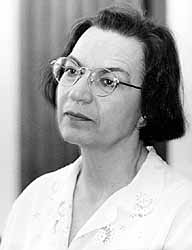
Marie-Thérèse Kerschbaumer (1988)

Marie-Thérèse Kerschbaumer (* 31. August 1936 in Garches, Frankreich) ist eine österreichische Schriftstellerin. Neben der Veröffentlichung von Lyrik und Prosa beschäftigt sie sich mit der Übersetzung literarischer Texte aus romanischen Sprachen ins Deutsche. Umgekehrt wurden auch zahlreiche ihrer Werke ins Spanische und Italienische übersetzt.

## Leben und Wirken
Marie-Thérèse Angèle Raymonde Kerschbaumer wurde als Tochter von Hildegarde Anna Srnka-Hohenlindegg, geb. Kerschbaumer, und des aus Havanna stammenden Spaniers Angel Rosendo García del Barco y Alonso geboren und im September 1936 in der Kirche Saint-Denis getauft. Im Oktober 1936 reiste die Familie nach Costa Rica, im April 1939 kehrten Mutter und Kind von dort zurück nach Kitzbühel. Ab dem vierten Lebensjahr wurde Kerschbaumer von ihrem Großvater Leo Maria Kerschbaumer aufgenommen und erzogen. Von 1942 bis 1950 besuchte sie die Volks- und Hauptschule in St. Johann in Tirol und Kitzbühel. Nach dem Besuch einer kaufmännischen Berufsschule von 1950 bis 1953 absolvierte sie die Kaufmannsgehilfenprüfung in Innsbruck. Es folgen drei Jahre Aufenthalte in England und Italien zur Erlernung der englischen und italienischen Sprache. 
Kerschbaumer siedelte 1957 nach Wien über, wo sie die Aufnahmeprüfung an die Akademie der bildenden Künste nicht bestand. Es folgten Reisen und Aufenthalte in Genf und in die Provence. 1961–1962 besuchte sie eine Maturaschule in Wien, die sie 1963 mit der Reifeprüfung der Externistenmatura abschloss. Es folgten Studien der Germanistik und Romanistik (Schwerpunkt Italienisch) an der Universität Wien sowie Studienaufenthalte in Italien und Rumänien. 1973 wurde sie mit der Dissertation Die syntaktische Hervorhebung im modernen Rumänisch zum Doktor der Philosophie promoviert.
Kerschbaumer war seit 1971 mit dem 2004 verstorbenen Maler und Musiker Helmut Kurz-Goldenstein verheiratet.

## Veröffentlichungen (Auswahl)

### Als Autorin
- Gedichte. Kriterion Verlag, Bukarest 1970.
- Der Schwimmer. Roman. Winter Verlag, Salzburg 1976.
- Der weibliche Name des Widerstands. Sieben Berichte. Walter Verlag, Olten/Freiburg, 1980; Neuauflage: Wieser Verlag, Klagenfurt 2005.
- Schwestern. Roman. Walter Verlag Olten/Freiburg 1982;  dtv 1985.
- Gewinner oder Verlierer einer Zeit. Literaturförderung und künstlerische Qualität o. J.; Herbstpresse Wien 1988.
- Neun Canti auf die irdische Liebe. Mit neun Zeichnungen von Helmut Kurz-Goldenstein. Wieser Verlag, Klagenfurt/Celovec 1989.
- Für mich hat Lesen etwas mit Fließen zu tun. Gedanken zum Lesen und Schreiben von Literatur. Frauenverlag, Wien 1989.
- Versuchung.  Aufbau Verlag, Berlin/Weimar 1990; Neuauflage Wieser Verlag, Klagenfurt/Celovec 2002.
- Die Fremde. Roman. Wieser Verlag, Klagenfurt/Celovec 1992.
- Ausfahrt. Roman. Wieser Verlag, Klagenfurt/Celovec 1994.
- bilder immermehr. gedichte 1964–1987. Otto Müller Verlag, Salzburg/Wien 1997.
- Fern. Roman. Wieser Verlag, Klagenfurt/Celovec.
- Orfeo. Bilder Träume. Prosa. Wieser Verlag, Klagenfurt/Celovec 2003.
- Neun Elegien/Nueve elegías. Deutsch und Spanisch. Übertragen von María Elena Blanco. Mit einem Nachwort von Julian Schutting. Wieser Verlag, Klagenfurt 2004.
- Calypso. Über Welt Kunst, Literatur. Wieser-Verlag, Klagenfurt 2005.
- Wasser und Wind. Gedichte 1988–2005. Wieser, Klagenfurt 2006.

- Werkausgabe in dreizehn Bänden mit einem Essayband von Hans Höller zum Werk von Marie-Thérèse Kerschbaumer. Wieser´, Klagenfurt 2007.

- Gespräche in Tuskulum. Ein Fragment. Roman. Wieser, Klagenfurt 2009.
- Freunde des Orpheus. Essays. Wieser, Klagenfurt 2011.
- Res publica – Über die öffentliche Rede in der Republik. Wieser, Klagenfurt 2014.
- Chaos und Anfang. Ein Poem. Wieser, Klagenfurt 2016.
- epiphanie. Gedichte 1988 bis 2021. Wieser, Klagenfurt 2021, ISBN 978-3-99029-489-5.

### Als Herausgeberin
- Arkadien-Apologie.Mit Beiträgen von u. a. María Elena Blanco, Barbara Frischmuth, Sabine Gruber, Bodo Hell, Gert Jonke, Gerhard Kofler, Alfred Kolleritsch, Friederike Kretzen, Kurt Lanthaler, Gertrud Leutenegger, Konrad Paul Liessmann, Anna Mitgutsch. Sonderzahl Verlag, Wien 2003, ISBN 3-85449-206-5.
- Helmut Kurz-Goldenstein. Zeichnungen 1964–2001. Mit 58 Faksimile-Photographien und einem Vorwort von André Heller. Selbstverlag, Wien 2003.

## Auszeichnungen
- 1981: Förderungspreis für Literatur des Bundesministers für Unterricht und Kunst (seit 2010 Outstanding Artist Award für Literatur)
- 1985: Droste-Preis der Stadt Meersburg
- 1986: Österreichischer Würdigungspreis für Literatur
- 1989: Stipendium des Deutschen Literaturfonds, Darmstadt
- 1989–1992: Elias-Canetti-Stipendium der Stadt Wien
- 1993–1996: Robert-Musil-Stipendium des Bundesministers für Unterricht und Kunst
- 1995: Literaturpreis der Stadt Wien
- 1995: Roseggerpreis des Landes Steiermark für österreichische Literatur
- 2023: Tiroler Adler-Orden in Gold[3]